# Emma Hayesová
Emma Carol Hayesová OBE (* 18. října 1976) je anglická fotbalová trenérka, která od roku 2024 trénuje reprezentaci USA. V roce 2024 s ní vyhrála olympijský turnaj. Dvanáct let působila jako trenérka Chelsea, se kterou vyhrála 7krát FA Women's Super League (od sezóny 2019/2020 do sezóny 2023/2024 pětkrát v řadě). 28. října 2024 jí byla udělena cena Johanna Cruijffa